# Luitpold-Gymnasium Wasserburg am Inn

Schullogo

Das Luitpold-Gymnasium Wasserburg ist ein naturwissenschaftlich-technologisches und sprachliches Gymnasium in Wasserburg a.Inn im oberbayerischen Landkreis Rosenheim und geht zurück auf eine 1879 gegründete Königliche Realschule. Das Gymnasium gehört damit zu den ältesten Schulen in Bayern. Namensgeber der Schule ist seit 1914 Prinzregent Luitpold.

## Schulprofil

### Ausbildungsrichtungen und Fremdsprachen
Das Gymnasium bietet folgende Ausbildungsrichtungen an:
- Naturwissenschaftlich-technologisches Gymnasium (NTG)
Fremdsprachenfolgen:
  - Englisch/Latein
  - Englisch/Französisch
- Sprachliches Gymnasium (SG)
Fremdsprachenfolgen:
  - Englisch/Latein/Französisch
  - Englisch/Latein/Italienisch
  - Englisch/Französisch/Italienisch

### Wahlkurse und Aktionen
Am Luitpold-Gymnasium finden regelmäßig folgende Wahlkurse und Aktionen statt:
- Schulorchester, Schulchor und Jazzband
- Schulgarten
- Schultheater
- Verkehrserziehung: Bustraining, Schülerlotsen und Schulsanitäter
- Tutoren für die 5. Jahrgangsstufe
- Streitschlichter
- Schülerzeitung
- Schulradio

### Wettbewerbe
Schüler des Gymnasiums nehmen regelmäßig an folgenden Wettbewerben teil:
- Landeswettbewerb Mathematik
- Bundeswettbewerb Mathematik
- Känguru der Mathematik
- Bundeswettbewerb Physik
- Jugend forscht in den Fächern Biologie und Chemie
- Internationale Chemieolympiade
- Internationale Biologie-Olympiade

### Jugendarbeit Basketball
Die Basketballabteilung des TSV 1880 Wasserburg kooperiert bzgl. Basketball-Jugendarbeit mit dem Luitpold-Gymnasium schon seit vielen Jahren. Einige Schülerinnen und Schüler werden im Rahmen des Jugendprojekts Basketball am Luitpold-Gymnasium gefördert und stehen in den Leistungskadern des Vereins und des Bayerischen Basketball-Verbandes. Die Nationalspielerinnen Anne Breitreiner und Svenja Brunckhorst sind aus der Zusammenarbeit des Gymnasiums und des TSV Wasserburg hervorgegangen. Aufgrund dieser langjährigen und erfolgreichen Zusammenarbeit wurde das Gymnasium 2012 zur Partnerschule des Bayerischen Basketball-Verbandes e. V. ernannt.

### Schulfahrten
Am Luitpold-Gymnasium werden folgende Schulfahrten veranstaltet:
- Schullandheimaufenthalt in der 6. Jahrgangsstufe
- Outdoorwoche in der 8. Jahrgangsstufe
- Tage der Orientierung in der 10. Jahrgangsstufe
- Studienfahrt nach Berlin in der 12. Jahrgangsstufe

Daneben finden während des Schuljahrs zahlreiche Exkursionen statt.

### Schüleraustausch
Mit folgenden Schulen im Ausland findet ein regelmäßiger Schüleraustausch statt:
- Frankreich: Lycée Guy de Maupassant in Fécamp
- Italien: Istituto Tecnico Statale il Turismo in Treviso
- USA: Lincoln High School in Vincennes (Indiana)

### Ganztagsangebot
Das Gymnasium ist seit dem Schuljahr 2012/13 eine Offene Ganztagsschule.

## Schulchronik

### Schulgeschichte

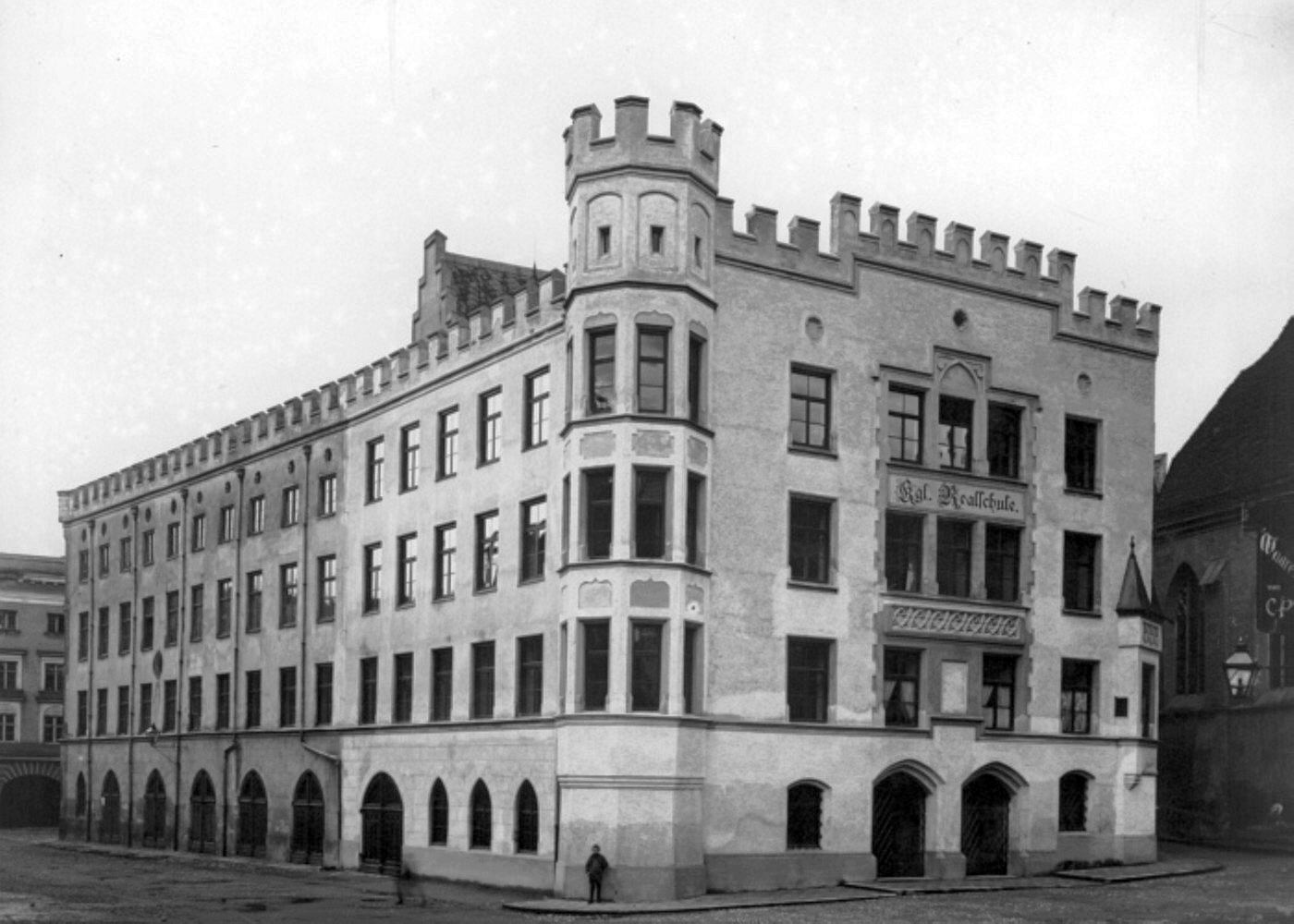
Königliche Realschule im Rathaus 1896

Die Königliche Realschule Wasserburg am Inn ist hervorgegangen aus der seit 1867 bestehenden gewerblichen Fortbildungsschule. 1877 wurden in Bayern solche Gewerbeschulen auf königliche Anordnung von König Ludwig II. in meist sechsstufige Realschulen umgewandelt. In Wasserburg plante man dagegen aus wirtschaftlichen Gründen die Einrichtung einer nur vierstufigen Realschule. Am 6. Dezember 1878 genehmigte der oberbayerische Landrat die Einrichtung einer solchen Realschule. Am 3. August 1879 wurde diese Realschule auf „Allerhöchste Entschließung“ des Königs eingerichtet. Unterrichtsräume stellte die Stadt Wasserburg im hinteren Teil des Rathauses bereit. Die Stadt musste sich zudem verpflichten, die Unterhaltskosten und etwaige Umbaukosten der Schule zu übernehmen. Daher wurde vom Staatsministerium des Innern die Erhöhung des Lokal-Malzaufschlages, einer städtischen Biersteuer, von 1,00 auf 1,40 Mark pro Hektoliter genehmigt. Zusätzlich erhielt die Stadt ein Fundationskapital von 20.000 Mark aus dem Allgemeinen Industrie- und Unterstützungsfonds. 1879 wurde die Realschule eingeweiht und startete mit zwei Klassen: einem Jahrgang mit 32 Schülern und einem anderen mit 9 Schülern. In den nächsten beiden Jahren folgten weitere Eingangsklassen, so dass die Schule ab 1881 mit vier Jahrgangsstufen betrieben werden konnte. Als Fremdsprache wurde zunächst nur Französisch unterrichtet.

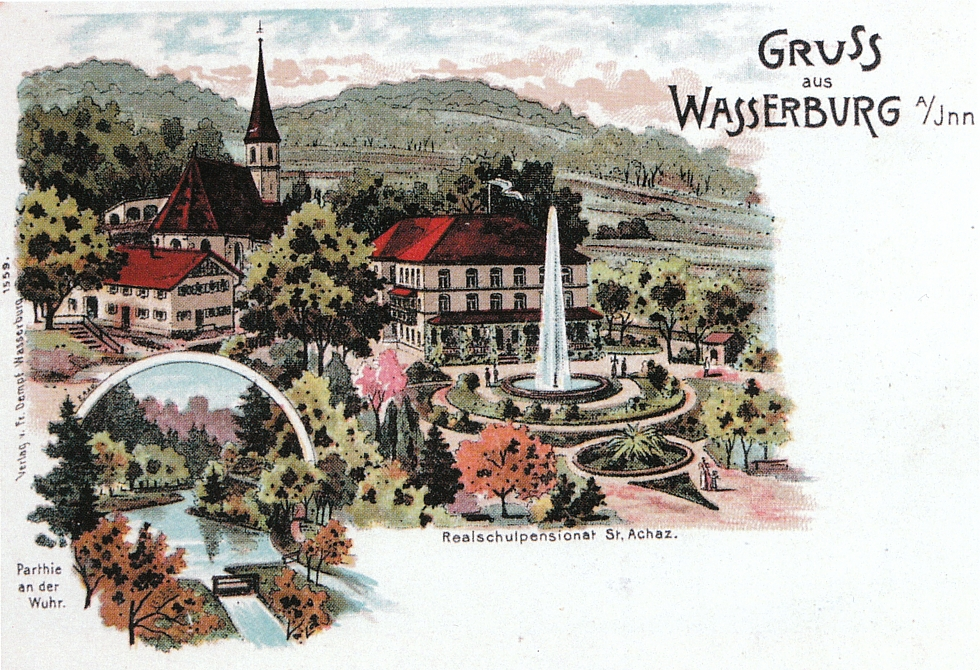
Realschulpensionat Sankt Achatz 1900

Die Wasserburger Realschule entwickelte sich zunächst vielversprechend, bis die benachbarte Realschule in Rosenheim auf sechs Jahrgangsstufen aufgestockt wurde. Der einsetzende Schülerschwund bedrohte zeitweise die Existenz der Schule. 1894 empfahl der damalige Schulleiter Alois Knörzer dem Stadtmagistrat, die Realschule ebenfalls auf sechs Jahrgangsstufen zu erweitern und auf dem Gelände des Kurbades St. Achatz ein Internat einzurichten, um die Schülerzahl durch Internatsbesucher zu erhöhen. Die Stadt folgte dieser Empfehlung und beschloss, die zusätzlich benötigten Räumlichkeiten bereitzustellen. Bereits 1895 konnte das umgebaute Badegebäude von St. Achatz eingeweiht werden. 1896 erfolgte die Fertigstellung des umgestalteten rückwärtigen Teils des Rathauses. Dazu hatte der Magistrat zwei an das Rathaus angrenzende Privathäuser erworben, die in das Schulgebäude einbezogen wurden. In den Schuljahren 1895/96 und 1896/97 erweiterte man zudem den Schulbetrieb jeweils um eine Klasse, so dass die Erweiterung auf eine sechsstufige Realschule bald abgeschlossen war. Auf Initiative von Bürgermeister Ertl und Rektor Knörzer konnten 1906 der Realschule drei Jahrgangsstufen mit Latein angegliedert werden, wodurch die Schüler der ersten drei Realschulklassen nun zwischen französischem und lateinischem Sprachunterricht wählen konnten. Damit war aber auch eine erneute Erweiterung der Schule notwendig geworden.

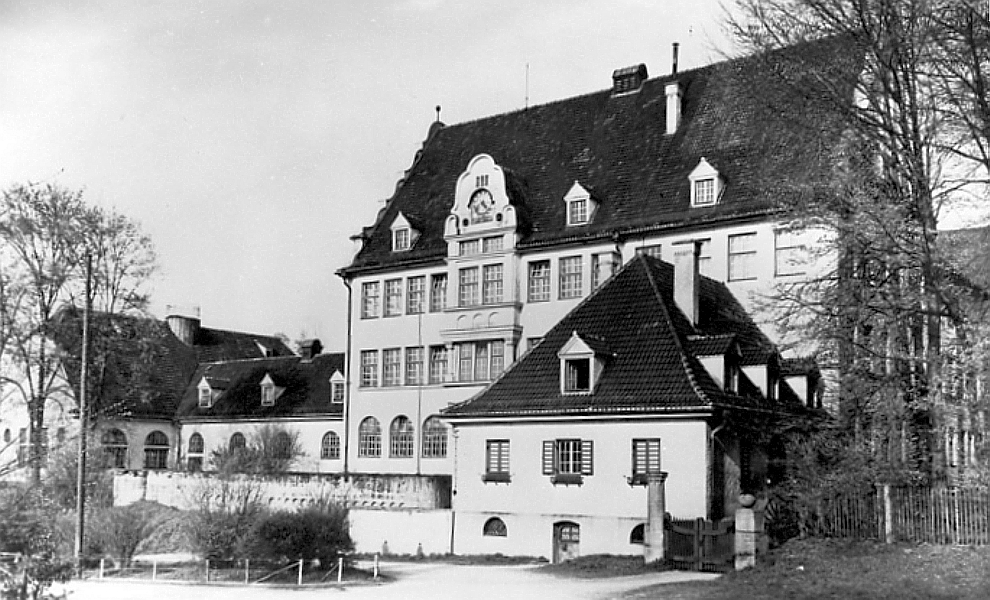
Luitpold-Realschule Wasserburg 1914

1910 gelang es Rektor Knörzer das Kultusministerium zu überzeugen, dass ein größeres Schulgebäude dringend erforderlich geworden war. Zudem befand sich ein idealer Bauplatz in unmittelbarer Nähe zum bereits bestehenden Schülerheim. Im selben Jahr wurde ein Architektenwettbewerb für den Bau eines Hauptgebäudes, einer Dienstwohnung für den Pedell neben dem Haupteingang, eines Nebengebäudes und einer Turnhalle ausgeschrieben. Der erste Preis in Höhe von 1000 Mark ging an den Münchner Architekten Johann Mund, dessen Plan leicht abgewandelt realisiert wurde. Im Oktober 1913 konnte bereits Richtfest gefeiert werden. Noch während der Bauarbeiten stellte der Magistrat der Stadt am 21. Juli 1914 den Antrag, der Schule den Namen „Luitpold-Realschule“ verleihen zu dürfen, da der Neubau noch zur Regierungszeit des inzwischen verstorbenen Prinzregenten Luitpold genehmigt und begonnen worden war. Dem Ersuchen wurde am 21. August kurz vor der offiziellen Einweihung entsprochen. Die Einweihung des Neubaus fand am 1. Oktober 1914 vor dem Hintergrund des eben begonnenen Ersten Weltkriegs in einfachem Rahmen statt. Nach der Schlüsselübergabe mit nur wenigen Ansprachen erfolgte die Einsegnung und ein Rundgang durch das Schulgebäude. Die Gestaltung und Ausstattung des neuen Schulgebäudes fanden große Anerkennung.
Nach dem Ende des Krieges und der Errichtung der Weimarer Republik durften 1919 im Zuge der emanzipatorischen Entwicklung erstmals Mädchen weiterführende Knabenschulen besuchen. In Wasserburg konnten Mädchen bisher nur die Mittelschule besuchen. Daraufhin stellten insgesamt neunzehn Eltern einen entsprechenden Antrag, dem unter der Auflage stattgegeben wurde, dass die Mädchen in einer Aufnahmeprüfung ihren erforderlichen Kenntnisstand nachzuweisen hätten. Unterstützt wurde die Initiative durch den damaligen Schulleiter Müller, der seinen zwei Töchtern den Zugang zu einer höheren Schule ermöglichen wollte. Auch sein Nachfolger Zimmermann brachte in den 20er Jahren seine Töchter an der Realschule unter, so dass sich die Koedukation bald durchgesetzt hatte. 1922 feierte man das 25-jährige Gründungsjubiläum der sechsklassigen Realschule. Aufgrund der wirtschaftlichen und politischen Probleme in der Weimarer Zeit ergaben sich keine weiteren Veränderungen am Status der Schule.

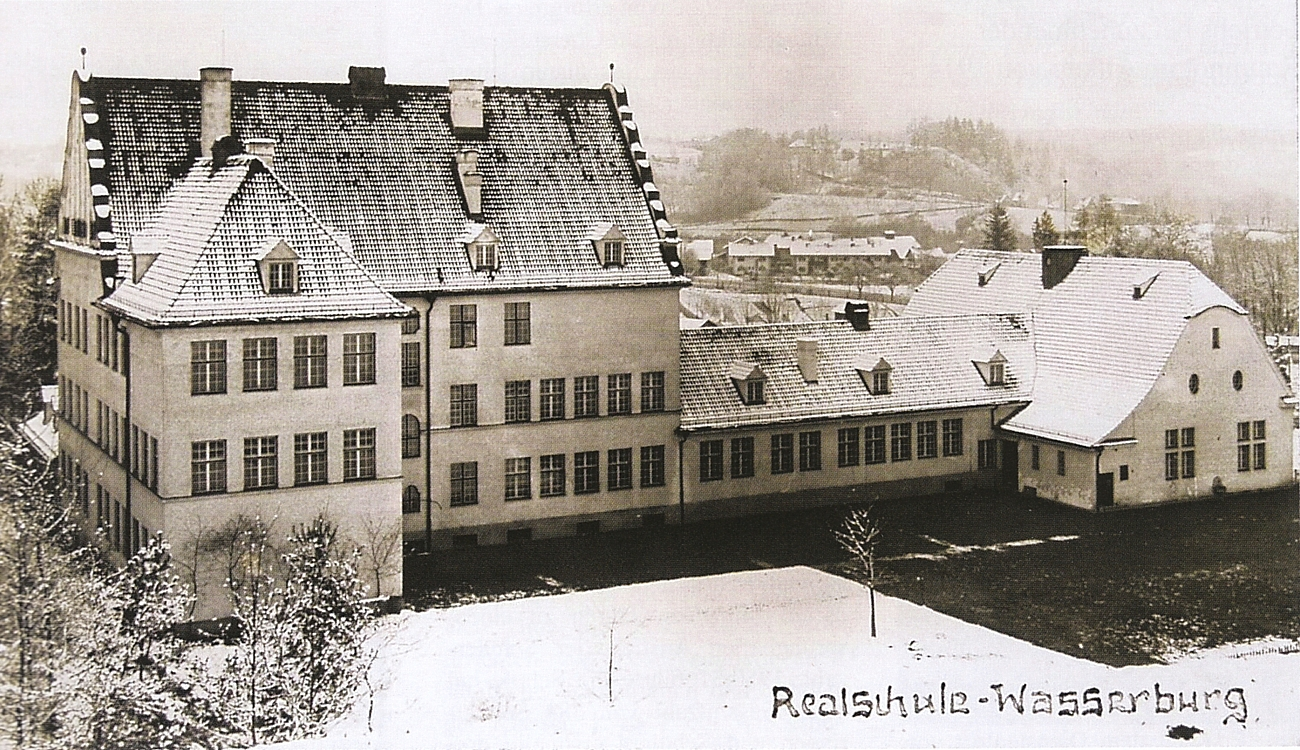
Luitpold-Realschule Wasserburg 1930

Die Schule blieb zunächst auch während der Zeit des Nationalsozialismus als sechsstufige Realschule bestehen. Allerdings änderte sich im Zuge der Gleichschaltung und völkisch-nationalen Ausrichtung der Schulen die Gewichtung der Unterrichtsfächer. So wurde zur Ertüchtigung der Jugend eine tägliche Turnstunde eingeführt, die dreimal am Vormittag und zweimal am Nachmittag stattfand. Im Zeugnis stand nach Betragen und Fleiß nicht mehr das Fach Religion, sondern die „Leibeserziehung“, aufgeschlüsselt in Leichtathletik, Turnen, Schwimmen, Spiel und Boxen. Der Religionsunterricht wurde allerdings nicht vollkommen aus dem Unterricht gestrichen und in zwei Unterrichtsstunden pro Woche abgehalten. Die übrigen Fächer erhielten eine Ausrichtung nach den Grundsätzen der nationalsozialistischen Ideologie, vor allem Deutsch, Geschichte, Erdkunde, Kunsterziehung und Musik, die zu der Fächergruppe „Deutschkunde“ zusammengefasst wurden. Mathematik und die Naturwissenschaften spielten nur mehr eine untergeordnete Rolle. 1939 erfolgte schließlich die Umwandlung der Realschule in eine sechsstufige Oberschule. Um die letzten beiden Jahre der Oberschule zu absolvieren, die zum Abitur führten, mussten die Schüler die nächstgelegenen achtstufigen Oberschulen in München oder Rosenheim besuchen. Bereits zu Beginn ihrer Herrschaft hatten die Nationalsozialisten die Anzahl der Jahrgangsstufen bis zum Abitur von neun auf acht reduziert.

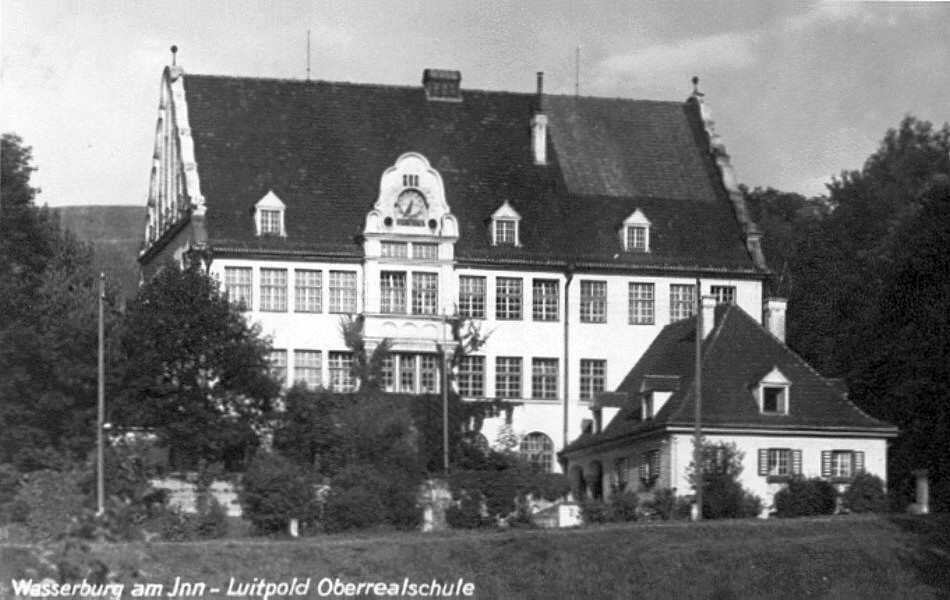
Luitpold-Oberrealschule Wasserburg (1950)

Der Ausbruch des Zweiten Weltkriegs 1939 brachte massive Veränderungen des Schulbetriebs mit sich. Von Beginn an machte sich die Einberufung zahlreicher Lehrkräfte bemerkbar. In den späteren Kriegsjahren wurden auch viele ältere Schüler zur Wehrmacht eingezogen oder als Luftwaffenhelfer verpflichtet. 1942 beschloss man den Ausbau der Schule zu einer achtstufigen Oberschule mit Abitur. Den Antrag dazu hatten Schüler, Eltern und der damalige Schulleiter Seitz gestellt, da der Schulweg nach München oder Rosenheim aufgrund der Bombenangriffe auf Bahnlinien lebensgefährlich geworden war. Da man im Verlauf des Krieges im Schulgebäude ein Lazarett einrichtete, musste der Unterricht im Schülerheim von St. Achatz abgehalten werden. In den letzten Kriegsjahren nahm der Unterrichtsausfall schließlich dramatische Formen an. Im Frühjahr 1945 wurde auch das Schülerheim als Lazarett benötigt, so dass die verbliebenen Schüler in Gasthäusern, darunter das Bruck-Bräu und das Fletzinger-Bräu, unterrichtet wurden. Nach Kriegsende wurde der Unterricht eingestellt und amerikanische Truppen besetzten das Schulgebäude. In den nächsten acht Monaten fand kein Schulbetrieb mehr statt.
Nach Kriegsende wurde der Unterricht erst wieder im Januar 1946 unter der Leitung von Adolf Müller aufgenommen, allerdings unter sehr provisorischen Bedingungen im Danninger-Bräu und zunächst für die letzten drei Jahrgangsstufen. Im Februar übernahm Luise Hemmer die Schulleitung. Ab März konnte der Unterricht wieder im Schulgebäude und in allen acht Jahrgangsstufe erteilt werden. Zu diesem Zeitpunkt besuchten 279 Schüler, darunter 67 Mädchen, die „Luitpold-Oberrealschule“. Im Juni wurde Karl Strauß zum Schulleiter berufen. Im Juli beteiligten sich 15 Schüler am Abitur, davon nur sechs mit Erfolg, da den Schülern nur wenig Zeit zur Vorbereitung geblieben war. Die Abiturprüfung fand im kleinen Rathaussaal statt und war zugleich die erste Abiturprüfung in der Schulgeschichte. Da die Schulausbildung in der Kriegszeit sehr lückenhaft gewesen war, wurde im nachfolgenden Schuljahr 1946/47 allen Schülern ein Wiederholungsjahr verordnet. Im Schuljahr 1950/51 war die Schülerzahl bereits auf 384 Schüler angestiegen, so dass Neben- und Behelfsräume in Klassenzimmer umgewandelt werden mussten. 1951 wurde in Bayern an Schulen mit Abitur die neunte Jahrgangsstufe, nach heutiger Bezeichnung die 13. Jahrgangsstufe, wieder eingeführt, indem man die Jahrgangsstufen 5 bis 8 kurzerhand in die Jahrgangsstufen 6 bis 9 umbenannte, so dass in den folgenden vier Jahren jeweils eine Jahrgangsstufe nicht geführt wurde. Entsprechend konnte 1955 an der Luitpold-Oberrealschule kein Abitur abgehalten werden, da nun die 9. Jahrgangsstufe fehlte. 1956 gab es erstmals alle neun Jahrgangsstufen an der Schule. Aufgrund des stark wachsenden Schülerzustroms in den ersten Jahren nach der Einführung der neunstufigen Oberrealschule erhöhte sich die Raumnot weiter. 1952/53 besuchten schließlich 500 Schüler die Schule. In den folgenden Jahren nahm die Schülerzahl wieder leicht ab, nachdem die Schulen in Mühldorf und Grafing ebenfalls zu neunstufigen Oberrealschulen ausgebaut worden waren.

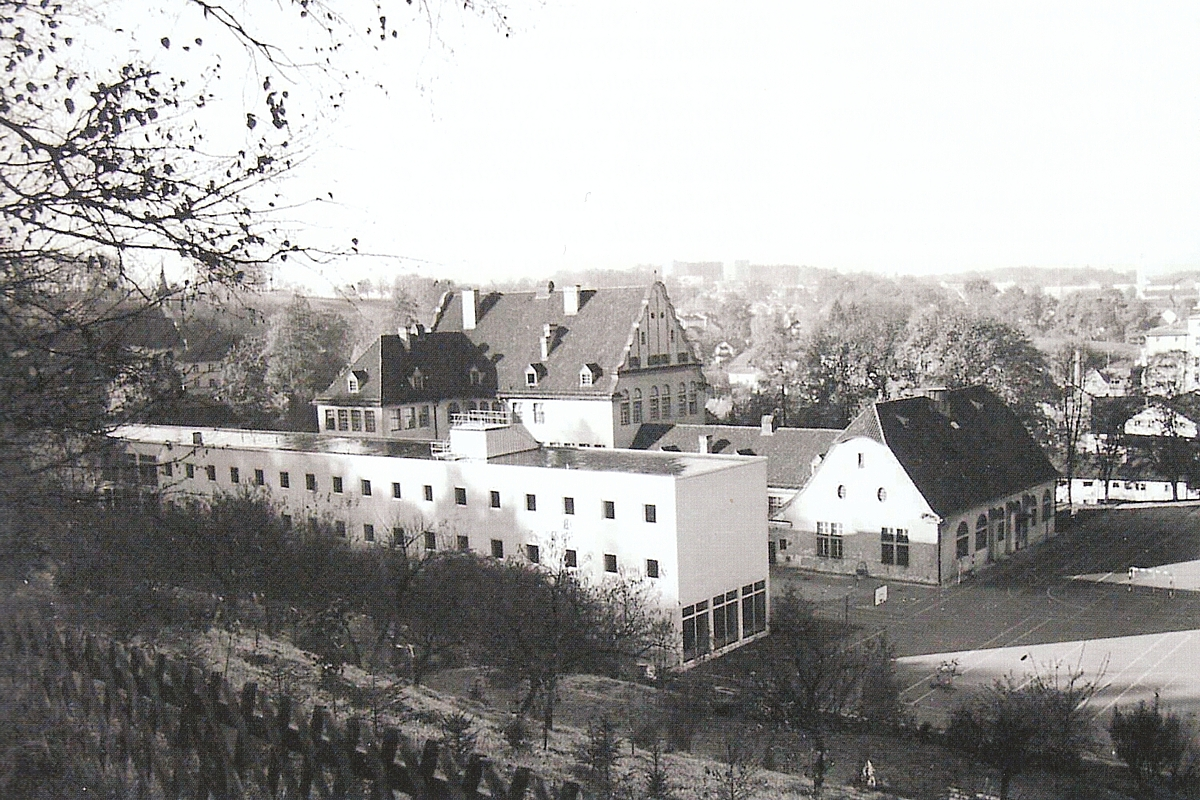
Luitpold-Gymnasium mit Erweiterungsbau (1968)

1964 feierte die Schule ihren 85. Jahrestag seit Schulgründung und das 50-jährige Bestehen des Schulgebäudes. Zu diesem Anlass gründete sich die Luitpoldiana-Studiengemeinschaft, ein Verein ehemaliger Schüler, der es sich zur Aufgabe machte, den Kontakt zwischen ehemaligen Schülern und ihrer früheren Schule lebendig zu halten. In diesem Jahr ging aufgrund des Schulfinanzierungsgesetzes das städtische Schulgebäude in das Eigentum des Landkreises Wasserburg über, der nun als Sachaufwandsträger die Kosten des Schulbetriebs zu tragen hatte. Personalaufwandsträger blieb der bayerische Staat. Daher richtete der Schulleiter Karl Strauß den Antrag für die dringend erforderliche Erweiterung des Schulgebäudes an den Landkreis Wasserburg, dem noch im selben Jahr durch Landrat Neuburger stattgegeben wurde. Vorübergehend erwog man einen kompletten Neubau auf dem heutigen Badria-Gelände, bevorzugte dann aber mit dem Erweiterungsbau hinter dem alten Schulgebäude die kostengünstigere Lösung. Im Schuljahr 1965/66 kam es zur Umwandlung der Oberrealschule in ein Gymnasium mit einem mathematisch-naturwissenschaftlichen und einem neusprachlichen Zweig. Seitdem führt die Schule den Namen „Luitpold-Gymnasium Wasserburg“. Die Bauarbeiten für den Erweiterungsbau begannen 1966 und konnten 1968 abgeschlossen werden. Nach dem plötzlichen Tod des Schulleiters Karl Strauß 1967 fand die Einweihung des neuen Gebäudes unter seinem Nachfolger Hellmut Marx statt.

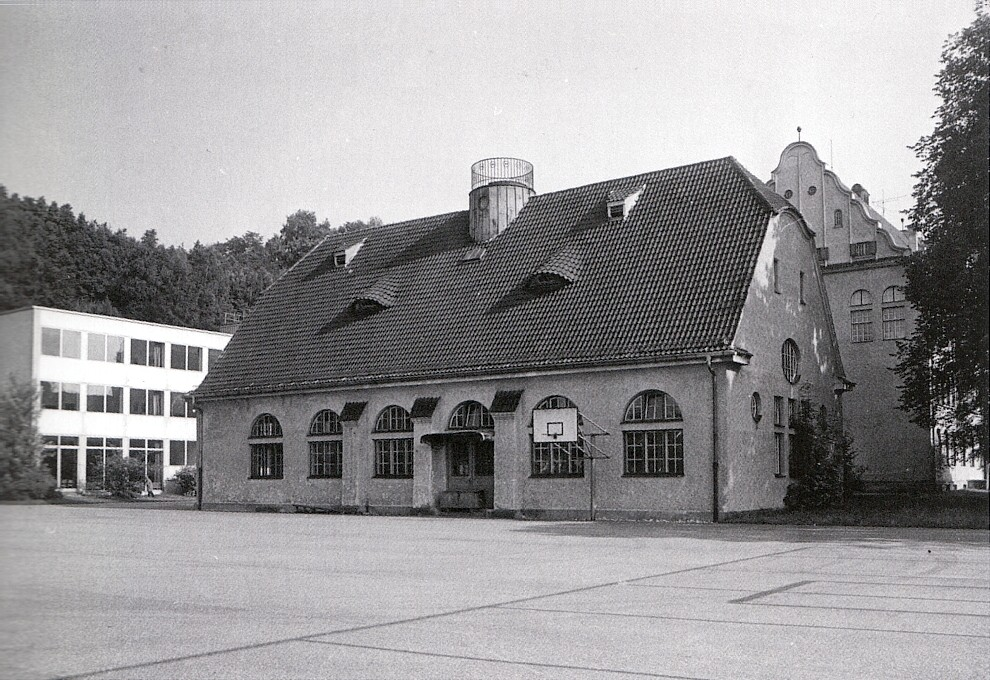
Erweiterungsbau und Turnhalle 1970

Der Erweiterungsbau von 1968 mit seinen 17 Klassenzimmern und einem großen Musiksaal beseitigte nur bedingt die Raumnot, da nun die Turnhalle dem wachsenden Bedarf nicht mehr genügte. Daher beantragte Schulleiter Marx bereits 1969 die Errichtung einer weiteren Turnhalle. Landrat Stulberger konnte eine Realisierung aber erst in den nächsten zwei Jahren in Aussicht stellen. Im selben Jahr kündigte Bürgermeister Neumeier die Schließung des Schülerheims an, da die Stadt nicht mehr über ausreichende Mittel verfügte, um den laufenden Unterhalt und die erforderliche bauliche Sanierung des Schülerheims zu übernehmen. So kam es nach der Pensionierung des Schülerheimdirektors Ovenbeck zur Schließung des Schülerheims, das seit 1895 bestanden hatte. Im Schuljahr 1970/71 erhielt das Luitpold-Gymnasium zusammen mit zwölf anderen Schulen aus Bayern die Genehmigung, das Kollegstufenmodell der reformierten Oberstufe zu erproben. Schulleiter Hellmut Marx hatte diese Chance zur Weiterentwicklung des Gymnasiums erkannt und umgesetzt. Mit Einführung der Kollegstufe erhöhte sich allerdings der Raumbedarf in den Fächern Biologie, Chemie und Physik deutlich. Ebenso benötigte man jeweils einen weiteren Zeichen- und Musiksaal. Außerdem fehlte es auch an weiteren Klassenzimmern und Verwaltungsräumen. Schulleiter Marx konnte aufgrund einer entsprechenden Planungsgrundlage den Landrat Bauer von der Dringlichkeit eines zweiten Erweiterungsbaus überzeugen.
Das Kultusministerium räumte 1972 den Schulen die Option ein, den Unterricht an fünf Tagen abzuhalten und nicht wie bisher auch am Samstag. Voraussetzung für die Genehmigung war allerdings das Einverständnis von Lehrern, Eltern und der Schülervertretung. Da der Elternbeirat zögerte und im Lehrerrat die erforderliche Zweidrittelmehrheit nicht erreicht wurde, behielt man am Luitpold-Gymnasium die Sechstagewoche mit zwei freien Samstagen pro Monat noch zwei Jahre bei. Erst nach weiteren Anläufen fanden sich die notwendigen Mehrheiten, und im Januar 1974 konnte auch am Luitpold-Gymnasium die Fünftagewoche eingeführt werden.

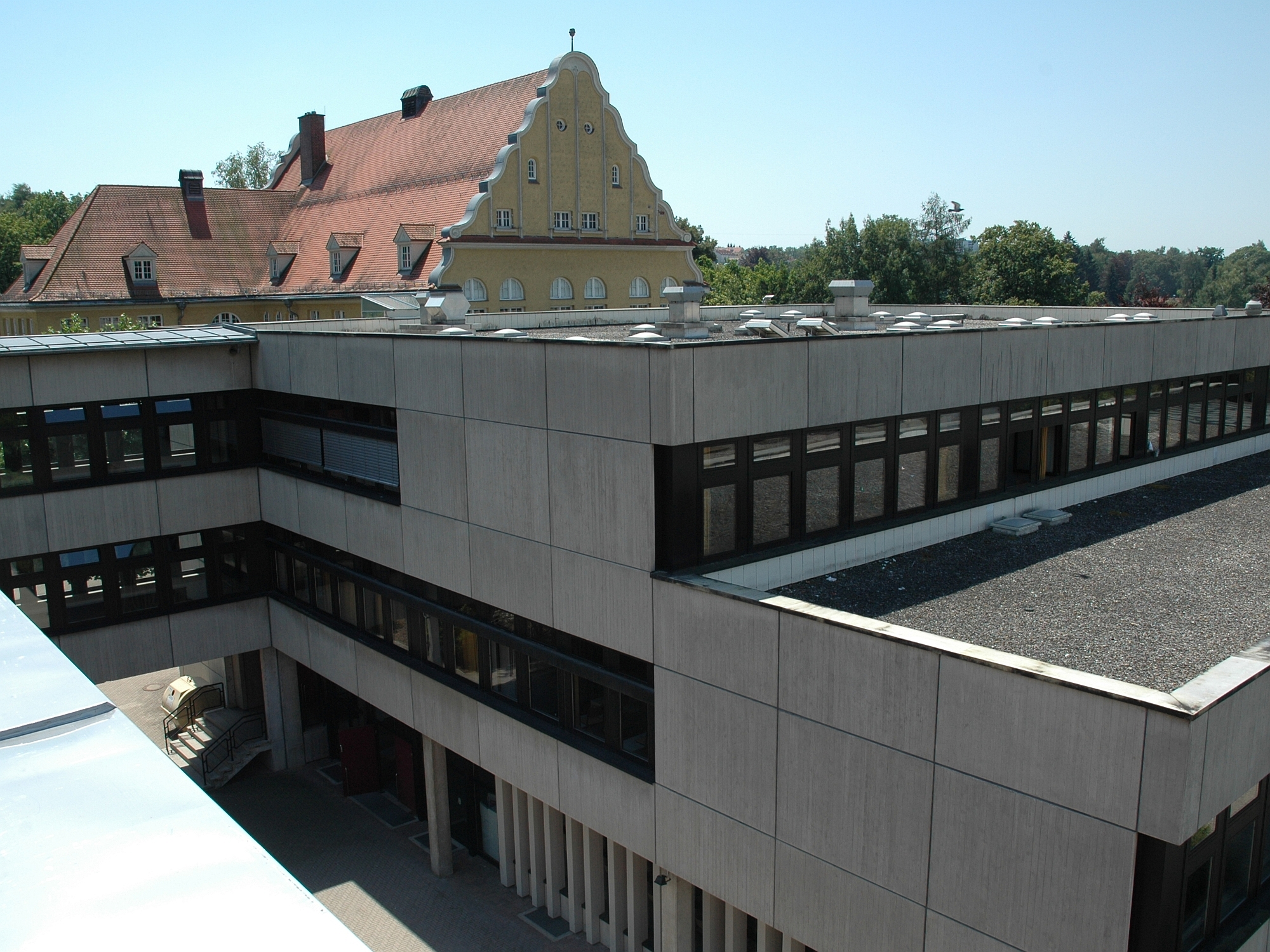
Altbau von 1914 und Neubau von 1978

1972 beantragte Schulleiter Marx die Realisierung eines Um- und Erweiterungsbaus. Infolge der Landkreisreform übernahm der Landkreis Rosenheim die Sachaufwandsträgerschaft vom aufgelösten Landkreis Wasserburg und sicherte die Umsetzung des Bauvorhabens zu. 1973 teilte die Regierung von Oberbayern allerdings mit, dass den eingereichten Planungen von Architekt Hiebl schulaufsichtlich nicht zugestimmt werden könne. In der Begründung wurde vor allem darauf verwiesen, dass für dieses Vorhaben die Grundstücksfläche nicht ausreiche. Nach der erforderlichen Grundstückserweiterung wurde ein Architekturwettbewerb ausgeschrieben, aus dem der Architekt Wilke Troebst als Gewinner hervorging. 1974 wurde ihm der Auftrag zur Planung erteilt. 1975 begannen die Umbau- und Erweiterungsarbeiten mit dem Abriss der Turnhalle und des Nebengebäudes. 1976 errichtete man an dieser Stelle einen Neubau mit einer Aula, einem Musik- und einem Zeichensaal, Fachräumen für Biologie, Chemie und Physik und zwei Turnhallen. 1977 waren die Klassenzimmer bezugsfertig und 1978 konnten die Umbau- und Sanierungsarbeiten abgeschlossen werden. Am 21. und 22. Juli 1978 fand zusammen mit der Einweihung die 100-Jahr-Feier statt, die damit um ein Jahr vorverlegt wurde. Der Gebäudekomplex des Luitpold-Gymnasium umfasste nun einen Altbau und zwei Erweiterungen, die man seitdem als Mittelbau und als Neubau bezeichnet.
1982 ging Oberstudiendirektor Marx nach 15-jähriger Amtszeit in den Ruhestand. Als Schulleiter folgte ihm Hermann Wachter, der eine voll ausgebaute Schule mit 805 Schülern übernehmen konnte. 1983 stellte der Landkreis Ebersberg nach vier Jahren die Schulbuslinie nach Wasserburg ein, da der am Gymnasium Grafing neu erstellte Erweiterungsbau nun ausreichend Raumkapazität anbot. Zudem wanderten einige Schüler an das neugegründete Gymnasium Gars ab. Zusammen mit dem Pillenknick führte dies zu einer Abnahme der Schülerzahl auf 678 im Schuljahr 1985/86, was etwa dem Niveau der frühen 70er Jahre entsprach. In den folgenden Jahren stieg die Schülerzahl wieder an und erreichte 724 im Schuljahr 1989/90. In dieser Zeit wurden Räume im Alt- und Mittelbau modernisiert und ein Computerraum und ein Sprachlabor eingerichtet.

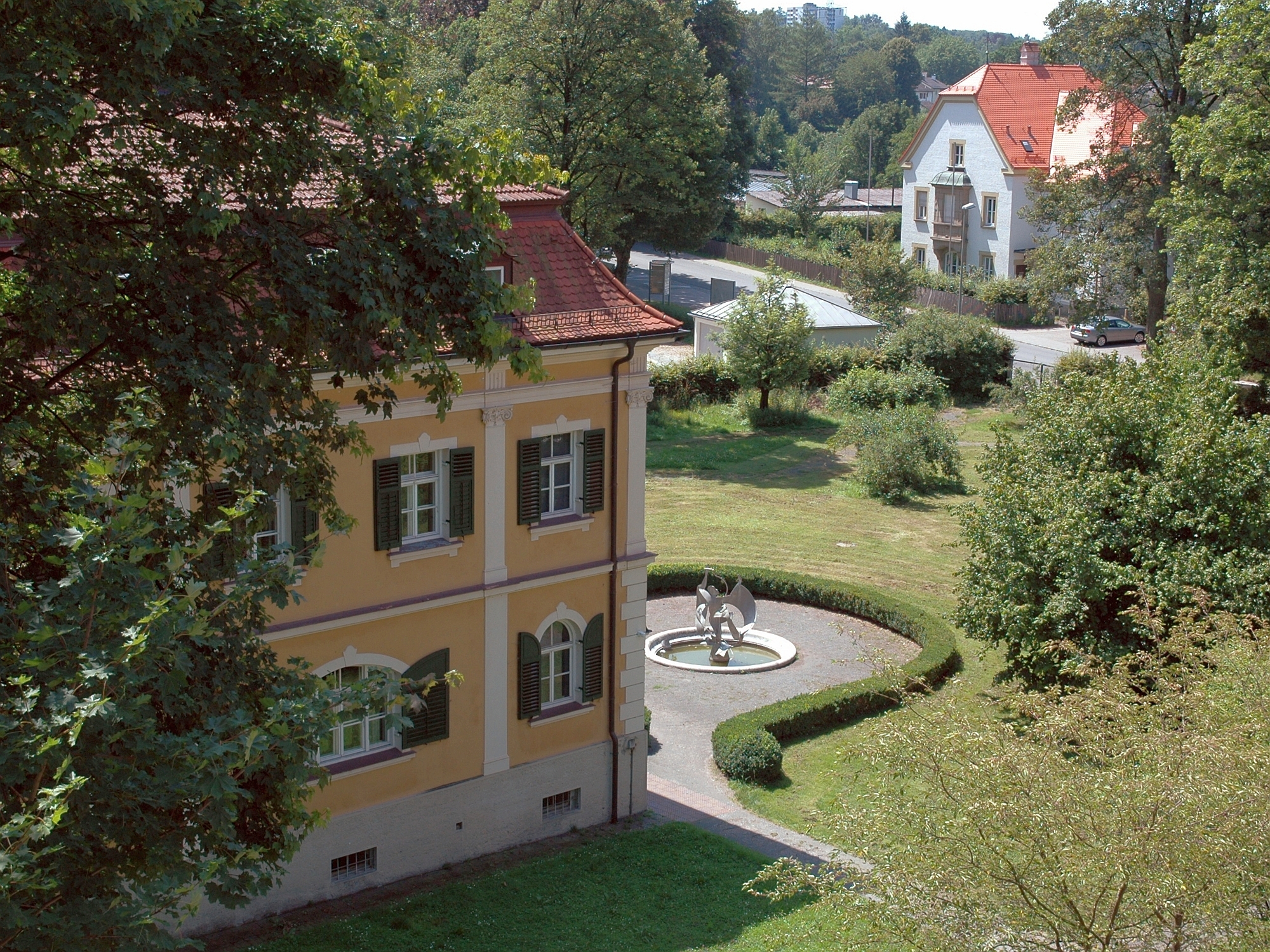
Ovenbeck-Villa mit Park

1990 übernahm Otto Helwig die Schulleitung. In den folgenden Jahren steigerte sich die Schülerzahl von Jahr zu Jahr um etwas mehr als eine Klasse, überstieg im Schuljahr 1997/98 die 1000-Marke und erreichte im Schuljahr 1999/2000 mit 1.128 einen zwischenzeitlichen Höchststand. Um dem Raummangel entgegenzuwirken, beantragte Schulleiter Helwig 1993/94 die schulische Nutzung der an das Schulgelände angrenzenden Ovenbeck-Villa, die der Landkreis Rosenheim 1988 erworben hatte. Außerdem verhandelte er ab 1995/1996 mit der Stadt Wasserburg und dem Landkreis über die Auslagerung der Stadt- und Schulbücherei, die 1979 im Altbau angelegt worden war. 1996 ging nach behutsamen Umbauarbeiten und einer Außenrenovierung die Ovenbeck-Villa samt der sie umgebenden Parkanlage in den Schulbereich über. Dieses neue Schulgebäude wurde der Öffentlichkeit anlässlich der feierlichen Eröffnung der Ausstellung „50 Jahre Abitur am Luitpold-Gymnasium“ präsentiert. 1998 erfolgte der Umzug der Stadt- und Schulbücherei in ein Gebäude des ehemaligen Schülerheims. Die Schulbücherei wurde in zwei Klassenzimmer umgewandelt und der große Saal der Stadtbücherei in ein Lehrerzimmer. Aus den bisherigen Lehrerräumen entstanden ein weiterer Computerraum und ein Klassenzimmer. Weitere Sanierungs- und Renovierungsarbeiten im Sekretariat wurden durchgeführt, so dass die Schule im Schuljahr 1998/99 über die beste Raumsituation seit ihrem Bestehen verfügte. 2004 feierte das Luitpold-Gymnasium in einem großen Festakt das 125-jährige Jubiläum seit Gründung der Schule.

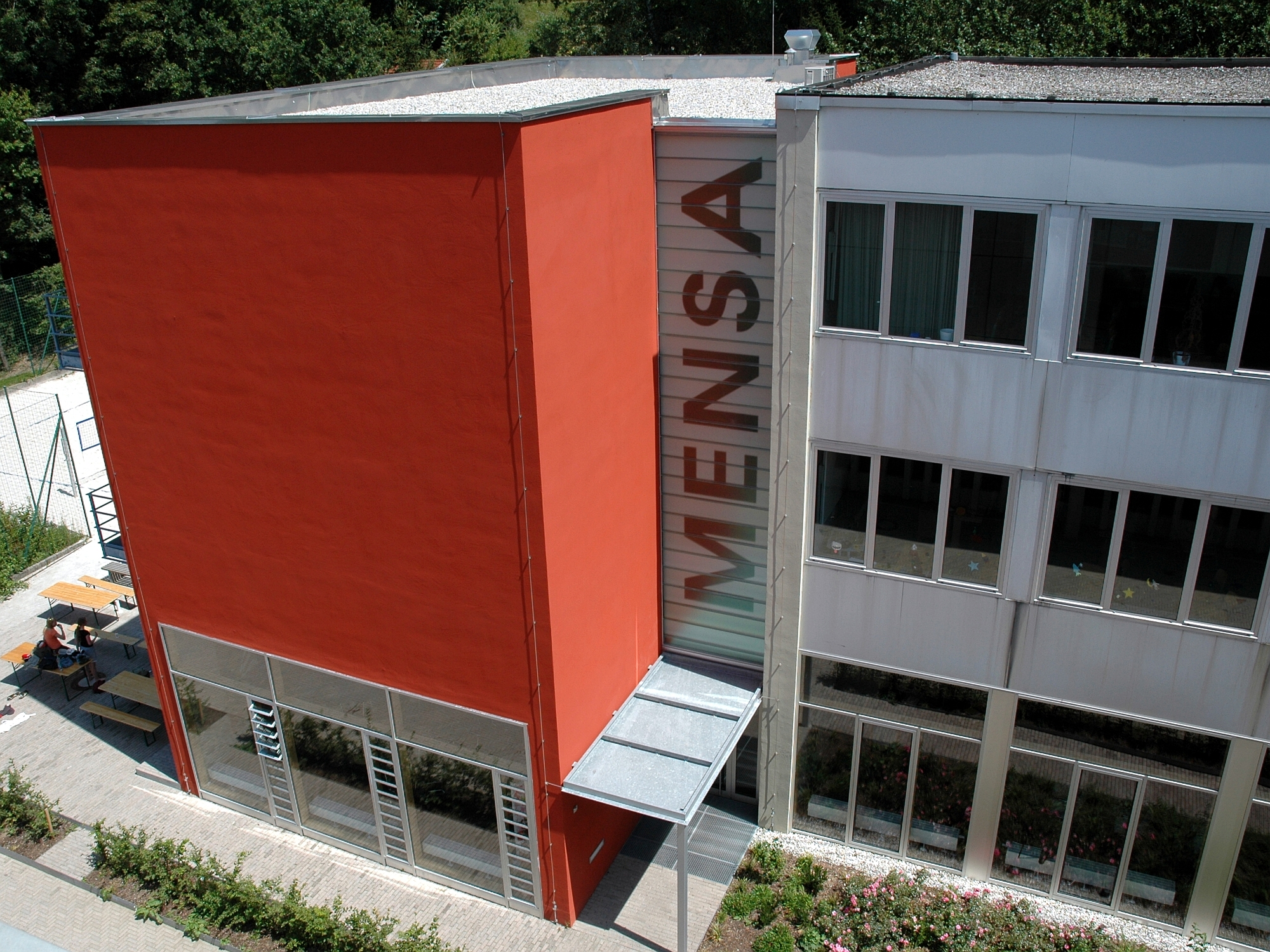
Mensa-Neubau 2006

Mit der Einführung des achtjährigen Gymnasiums im Schuljahr 2003/2004 und dem damit verbundenen Nachmittagsunterricht wurde die Einrichtung einer Mensa unausweichlich. Für Mittagsbetreuung, Intensivierungsstunden und individuelle Lernförderung fehlte allerdings der notwendige Platz. Daher stellte der Schulleiter Helwig bereits frühzeitig und vorausschauend einen Antrag für einen entsprechenden Erweiterungsbau am nördlichen Ende des Mittelbaus. Die Verhandlungen mit dem Kultusministerium und dem Landkreis Rosenheim als Sachaufwandsträger verliefen positiv, so dass mit der bauliche Umsetzung des Vorhabens in den Sommerferien 2005 begonnen werden konnte. Im Schuljahr 2005/2006 trat Peter Rink die Nachfolge von Helwig als Schulleiter an. Die Fertigstellung des Mensaanbaus erfolgte 2006. Die feierliche Einweihung des Erweiterungsbaus, der eine Mensa, einen Computerraum, Intensivierungsräume und kleinere Räume zur Lernförderung umfasst, fand zu Beginn des Schuljahrs 2006/2007 statt.

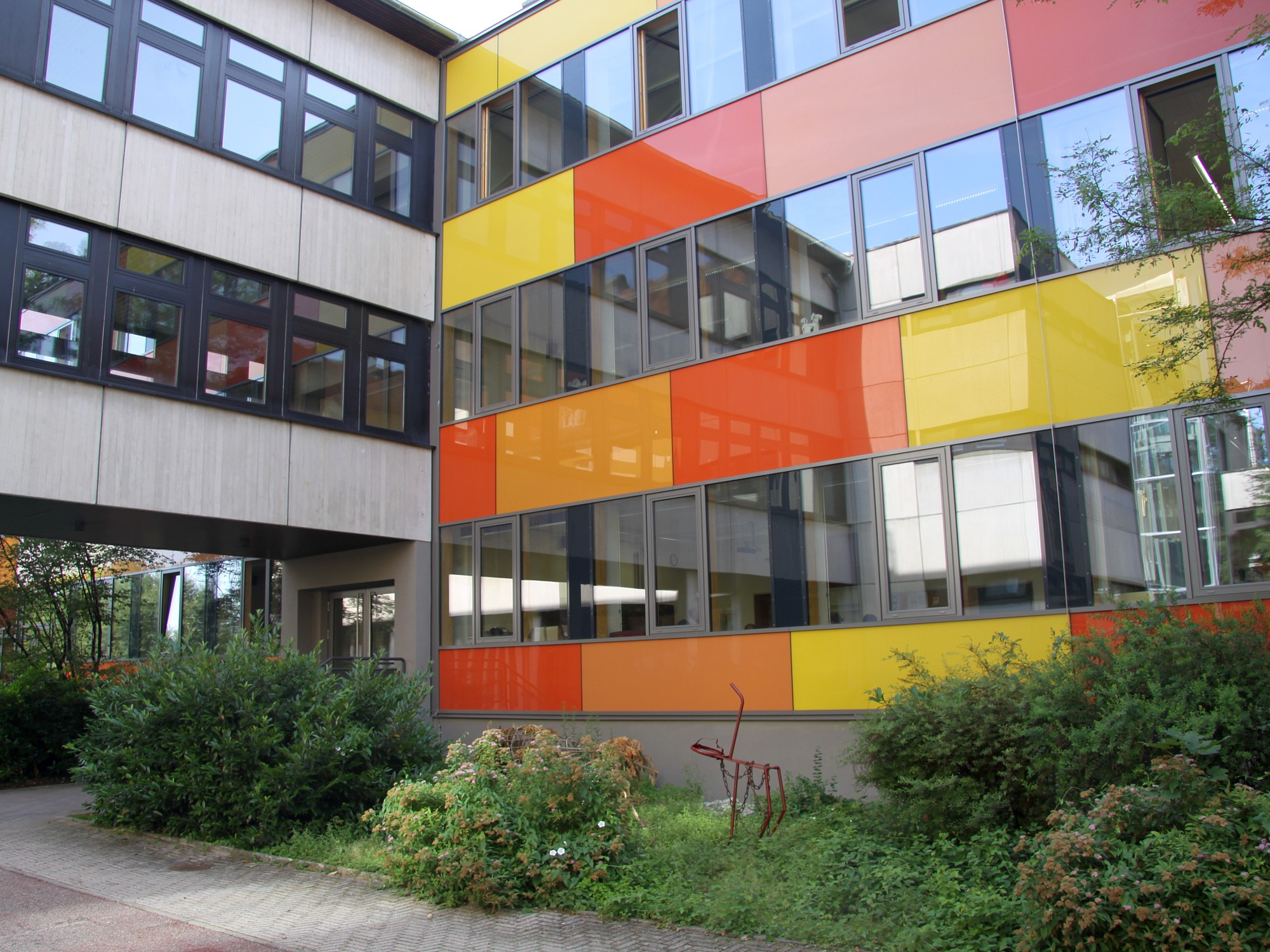
Sanierter Mittelbau 2010

In den folgenden Jahren wurde eine Sanierung des Mittelbaus erforderlich. Der Landkreis als Sachaufwandsträger beschloss 2008, daraus ein ökologisches Vorzeigeobjekt zu gestalten. Mit der Planung beauftragte man den Architekten Richard Kröff. 2010 wurden die Sanierung des Mittelbaus fertig gestellt und eine Hackschnitzelheizung in Betrieb genommen. Die Dämmung konnte fast auf Passivhausniveau abgesenkt werden, wodurch sich der Energiebedarf auf ein Zehntel reduzieren ließ. Die Außenfassade erfuhr zudem eine zeitgemäße Neugestaltung. Die feierliche Einweihung erfolgte am 22. Oktober 2010. Im Juli 2011 fanden am Luitpold-Gymnasium die 55. Theatertage der bayerischen Gymnasien statt. Im Verlauf der Amtszeit von Oberstudiendirektor Rink erhöhte sich wieder die Schülerzahl, da das neu eingeführte achtjährige Gymnasium einen verstärkten Zulauf am Luitpold-Gymnasium mit sich brachte. Im Schuljahr 2011/12, in dem das Doppelabitur des acht- und neunjährigen Gymnasiums stattfand, erreichte die Schülerzahl mit 1.132 den höchsten Stand in der Geschichte der Schule. Im anschließenden Schuljahr sank die Schülerzahl auf 1045, da nun die Schule nur mehr acht Jahrgangsstufen umfasst.

### Namen der Schule
- 1879–1914: Königliche Realschule Wasserburg am Inn
- 1914–1939: Luitpold-Realschule Wasserburg am Inn
- 1939–1945: Luitpold-Oberschule Wasserburg am Inn
- 1946–1965: Luitpold-Oberrealschule Wasserburg am Inn
- seit 1965: Luitpold-Gymnasium Wasserburg am Inn

### Schulleitung seit 1879
- 1879–1882: Josef Wollinger (Reallehrer)
- 1882–1916: Alois Knörzer (Königlicher Rektor)
- 1916–1921: Herrmann Müller (Gymnasialprofessor)
- 1921–1926: Josef Zimmermann (Studiendirektor)
- 1926–1931: Viktor Graf (Studiendirektor)
- 1931–1934: Anton Hartmannsgruber (Studiendirektor)
- 1935–1938: Anton Müller (Studiendirektor)
- 1939–1940: Gottfried Nonnenmacher (Studiendirektor)
- 1940–1945: Max Seitz (Studiendirektor)
- 1946: Adolf Müller (Studiendirektor)
- 1946: Luise Hemmer (Studienassessorin)
- 1946–1967: Karl Strauß (Oberstudiendirektor)
- 1967–1982: Hellmut Marx (Oberstudiendirektor)
- 1982–1990: Hermann Wachter (Oberstudiendirektor)
- 1990–2005: Otto Helwig (Oberstudiendirektor)
- 2005–2019: Peter Rink (Oberstudiendirektor)
- 2019–2024: Verena Grillhösl (Oberstudiendirektorin)
- seit 2024: Tanja Oberhofer (Studiendirektorin)

### Schülerzahlen seit 1946

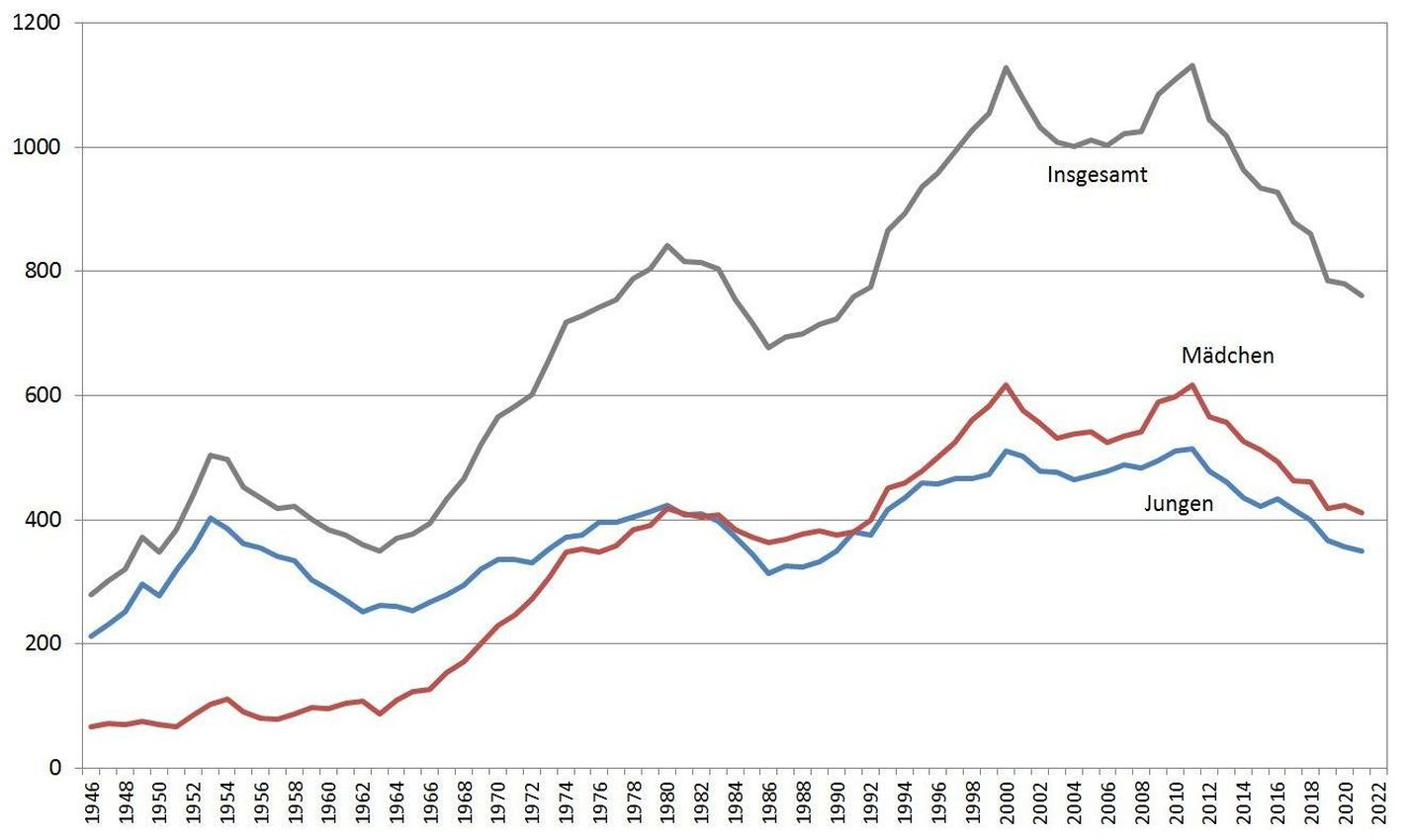
Schülerzahlen insgesamt und männlich/weiblich seit 1946

1946 besuchten 279 Schüler, darunter 67 Mädchen, die Luitpold-Oberrealschule. Durch den Zustrom von Flüchtlingen kam es in den darauf folgenden Jahren zu einem sprunghaften Anstieg der Schülerzahl. Der Ausbau der sechsstufigen Oberrealschulen in Grafing und Mühldorf zu neunstufigen Schulen mit Abitur führte in der zweiten Hälfte der 1950er Jahre wieder zu einem Rückgang der Schülerzahl. Der Mädchenanteil sank in dieser Zeit von 24 % auf unter 20 %. In den 60er Jahren führte vor allem die steigende Übertrittsquote bei Mädchen zu einem erneuten Anstieg der Schülerzahl. Der Mädchenanteil erhöhte sich in diesen Jahren von 25 % auf 40 %. In den 1970er Jahren hielt der Zustrom an das Gymnasium weiter an, wobei der Mädchenanteil schließlich 50 % erreichte. Der Pillenknick und die Abwanderung von Schülern nach Grafing und an das neugegründete Gymnasium in Gars führten in den 80er Jahren zu einer Abnahme der Schülerzahl. 1981 war der Anteil der Mädchen erstmals größer als der Jungenanteil. Mitte der 1980er Jahre setzte eine dritte Wachstumsphase ein, die im Jahr 2000 mit 1.128 Schülern zu einem Höhepunkt gelangte. Im Jahr zuvor hatte mit 55 % auch der Mädchenanteil sein Maximum erreicht. Die Einführung der sechsstufigen Realschule führte dann wieder zu einem Rückgang der Schülerzahl. Seit Mitte der 2000er Jahre stieg die Schülerzahl am Luitpold-Gymnasium wieder an und erreichte im Doppelabiturjahrgang 2010/11 mit 1.132 Schülern ihren letzten Höhepunkt, bevor die Schule auf acht Jahrgangsstufen reduziert wurde. Wie an den meisten Gymnasien in Bayern ist der Mädchenanteil seit 30 Jahren größer als der Jungenanteil und beträgt im Mittel 52 %.

### Schülerverbindungen
Bis zur Zeit des Nationalsozialismus und der endgültigen Gleichschaltung der Jugendverbände gab es auf der Realschule bzw. Oberrealschule auch Schülerverbindungen nach akademischem Vorbild. Die Realabsolvia Wasserburg und die Absolvia Wasserburg sind zwei bekannte Vereinigungen. Durch die Auflösung bzw. deren weiteres Bestehen im Untergrund während des Dritten Reichs verliert sich die Spur in dieser Zeit.

Im Jahre 2011 wurde die Schülerverbindung Absolvia Rosenheim, stellvertretend für alle ehemaligen Rosenheimer Schülervereinigungen an allen Gymnasien der Stadt Rosenheim und im Landkreis Rosenheim, reaktiviert.

### Ehemalige Schülerinnen und Schüler
- Fritz Huber (1881–1942), Konstrukteur
- Werner Meier (* 1953), Musiker und Kabarettist
- Matthias Baumann (* 1963), Vielseitigkeitsreiter und Olympiasieger
- Christian Lerch (* 1966), Drehbuchautor und Schauspieler
- Marie Theres Kroetz-Relin (* 1966), Schauspielerin und Autorin
- Michael Altinger (* 1970), Kabarettist und Autor
- Robert Huber (* 1973), Physiker
- Marco Kreuzpaintner (* 1977), Filmregisseur, Drehbuchautor und Produzent
- Thomas Broich (* 1981), Fußballspieler
- Anne Breitreiner (* 1984), Basketballspielerin